# Václav Hanka
Václav Hanka o Váceslav Hanka (1791-1861) fue un filólogo y arqueólogo eslavo nacido en Bohemia.

## Biografía
Hanka nació el 10 de junio de 1791, en Hořiněves, Bohemia, y sobresalió en el estudio de la antigua lengua bohemia o checa, idioma abandonado durante dos siglos. Hanka de pequeño ayuda a su padre en labores agrícolas, y en invierno frecuenta la escuela primaria y enseguida comienza sus estudios en el colegio de Hradec Králové donde se gradúa en 1809, y pasa más tarde a estudiar filosofía en la Universidad de Praga, donde fundó una sociedad para el cultivo de la lengua checa. Entre 1813 y 1814 estudió derecho en Viena, donde funda una publicación periódica checa.
Hanka, apasionado por el estudio de las lenguas, aprende el polaco y el serbio de los lanceros de Polonia que se hallaban en la guarnición de Hořiněves. En 1813 conoce al «Abad Azul» Josef Dobrovský (1753-1829), un eminente filólogo, y como alumno suyo estudia filólogía y profundiza en los conocimientos de la lengua checa, cuya literatura había vivido su mejor época con Rodolfo II del Sacro Imperio Romano Germánico, declinando en la etapa de las guerras religiosas en la cual fueron desbaratadas muchas obras.
El 16 de septiembre de 1817, Hanka afirmó que había descubierto algunos manuscritos de poemas bohemios de los siglos XIII y XIV en la torre de la iglesia de la ciudad de Dvůr Králové nad Labem y, más tarde, algunos más en el castillo de Zelená Hora, cerca de Nepomuk. Los Manuscritos de Dvůr Králové y de Zelená Hora se hicieron públicos en 1818, con una traducción al alemán de Swoboda, presentando los originales al recién fundado Museo Nacional de Praga, del que fue nombrado bibliotecario ese mismo año. Sin embargo, se empezó a dudar fuertemente de su autenticidad, sobre todo, cuando Dobrovský, declaró que el último manuscrito (también conocido como El juicio deLibuše) era una falsificación evidente, lo que confirmó las sospechas. Algunos años después, aunque Dobrovský consideró oportuno modificar su decisión, los eruditos checos modernos consideran que, efectivamente, el manuscrito es una falsificación.
Hanka también estudia la lengua latina, la lengua griega y la lengua francesa y idioma inglés, y todos los dialectos eslavos y se convierte en uno de los mejores filólogos de su era, y su mérito literario fue apreciado por los nacionales y los extranjeros, y sucesivamente recibe a miembros de la Universidad Imperial de Viena, de la sociedad literaria de la Universidad Jagellónica de Cracovia y la Sociedad de Amigos de las Ciencias de Varsovia.
En 1830, recibe una oferta de Rusia para crear una biblioteca eslava en San Petersburgo con otros dos lingüistas y filólogos eslavos, Pavel Jozef Šafárik y František Ladislav Čelakovský. El emperador Alejandro I de Rusia honra a Hanka con un anillo de brillantes y la universidad de San Petersburgo le entrega una medalla de oro.
También dejó una gramática de checo y un diccionario alemán-checo que había comenzado Dobrowsky, y continuado por Anton Jaroslav Puchmayer (1769-1820) quien coleccionó y publicó la antigua poesía de Bohemia y escribió «Nowé básně» (Praga, 1798; terminado por Hanka) y un antiguo poema épico eslavo traducidos al checo y al alemán.
En 1848, Hanka, que era un ferviente paneslavista, participó en el Congreso Eslavo de Praga de 1848 y en otras manifestaciones nacionales pacíficas, siendo el fundador de la sociedad política Slovanská lípa ("Tilo eslavo"). Fue elegido miembro de la Dieta Imperial de Viena, pero declinó ocupar su escaño. En el invierno de 1848 fue nombrado profesor y en 1849 catedrático de lenguas eslavas en la Universidad de Praga.

## Obras
- Rukopisy Královédvorsky a zelenohorsky, Praga, 1997.
- Hankovy pisne a Prostonárodni....., Praga, 1918.
- Pis'ma k Viacheslau Gankie....., Varsovia, 1905.
- Pocatky ruskeho jazyka, Praga, 1857.
- The Queen's court manuscript:...., Cambridge, 1852.
- Nachala russkago lazyka, Zagreb, 1851.
- Krakoviaky,...., Praga, 1851.
- Sazavo-emmauskoe....., B. Gaaze, 1846.
- Prawopis cesky Waclama Hanky, Praga, 1844.
- Böhems Kronungsmünzen, Praga, 1837.
- Hankowy pisne, Praga, 1831.
- Kralodworsky rukopis, Praga, 1829.
- Geschichte Böhmens in litographisch ausgefurten Blattern, Praga, 1824.
- Starobylá skládánie:..., Praga, 1823.
- Otras